# Амалия Саксен-Веймар-Эйзенахская
Амалия Саксен-Веймар-Эйзенахская (нем. Amalia von Sachsen-Weimar-Eisenach, при рождении Амалия Мария да Глория Августа (нем. Amalia Maria da Gloria Augusta); 20 марта 1830, Гент — 1 мая 1872, Вальферданж) — принцесса Саксен-Веймар-Эйзенахская, в браке — принцесса Нидерландская, супруга принца Генриха.

## Биография

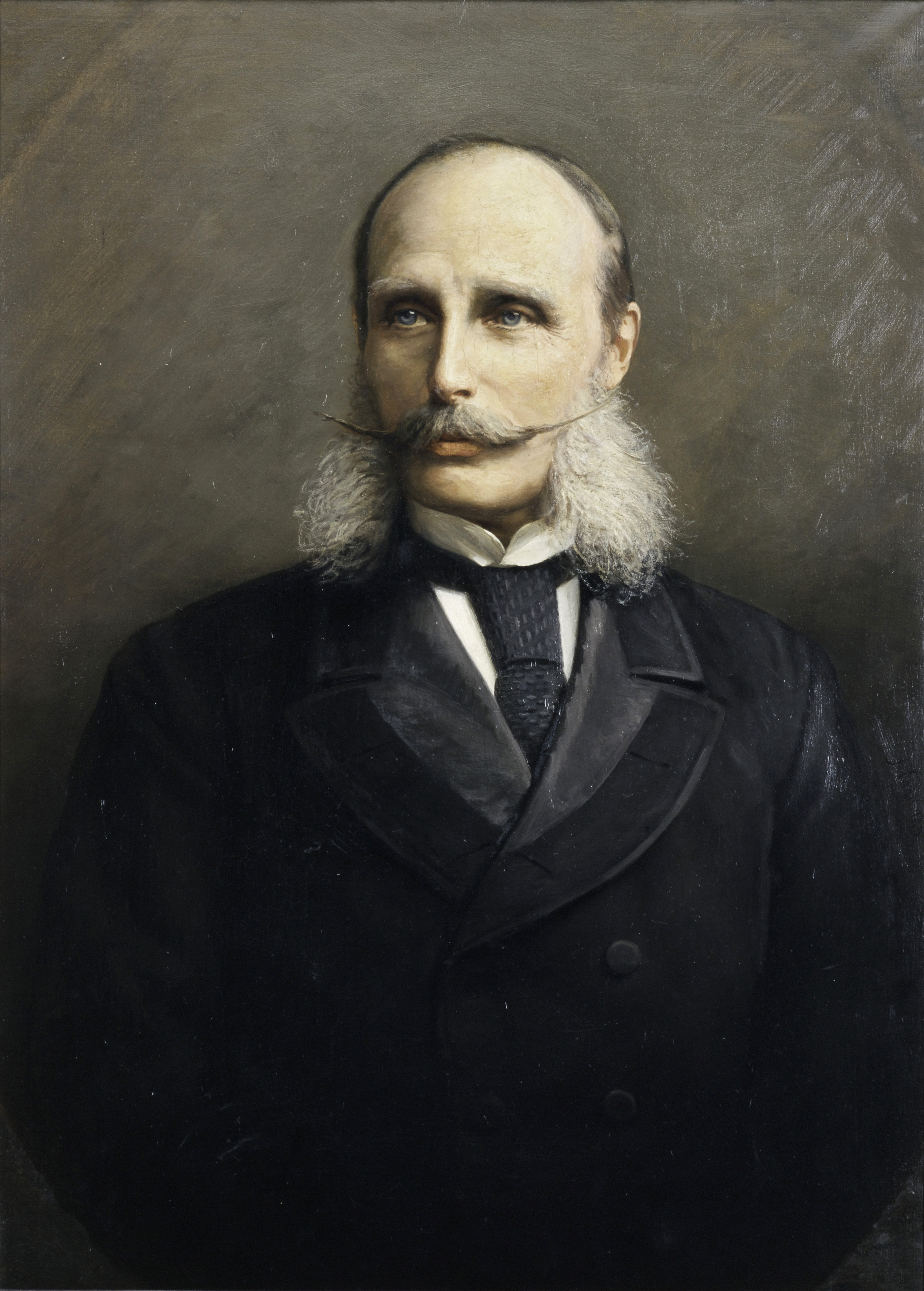
Принц Генрих Нидерландский.

Принцесса Амалия была дочерью принца Карла Бернхарда Саксен-Веймар-Эйзенахского и его супруги Иды Саксен-Мейнингеской. Родилась 20 марта 1830 года в Генте. Стала самой младшей дочерью и ребёнком в семье, где уже было семь детей. По матери приходилась племянницей английской королеве Аделаиде Саксен-Мейнингеской, супруге короля Вильгельма IV. При рождении получила имя Амалия Мария да Глория Августа (нем. Amalia Maria da Gloria Augusta) с титулом «Её Королевское Высочество принцесса Саксен-Веймар-Эйзенахская».
В 1847 году принцесса Амелия, отдыхая на острове Мадейра познакомилась там с двумя нидерландскими принцами, Генрихом и Александром. Они были сыновьями короля Нидерландов и Великого герцога Люксембургского Виллема II и Анны Павловны, дочери императора Павла I. 19 мая 1853 года она вышла замуж за младшего из братьев принца Генриха в Веймаре. После свадьбы молодожены стали проживать во дворце Вальферденг в Люксембурге. В 1850 году Генрих был назначен губернатором Люксембурга. После замужества Амелия была известна своей благотворительной деятельностью. Благодаря ей получили распространение детские сады.
В 1867 году совершила поездку в Россию к родственникам мужа, встречалась с царем Александром II от имени короля и мужа. В Санкт-Петербурге принцесса пыталась добиться поддержки царя в разрешении Люксембургского кризиса.
Была награждена Большим крестом Ордена Святой Екатерины.
В браке детей не было. Амелия умерла в 1872 году. После этого принц Генрих в 1878 году заключил второй брак с Марией, принцессой Прусской. Союз продлился лишь пять месяцев, после которых Генрих умер от кори. Похоронили Амелию в королевской усыпальнице Ньивекерк. В Люксембурге и Гааге несколько улиц названы в честь принцессы. Ей также установлен памятник в Люксембургском парке.